# Weber County Ice Sheet
Das Weber County Ice Sheet, auch The Ice Sheet at Ogden genannt, ist ein Eisstadion in Ogden, Utah in den Vereinigten Staaten. Es befindet sich auf dem Campus der Weber State University.

## Geschichte
Mit dem Referendum für die Olympischen Winterspiele 2002 unterbreitete die Stadt Ogden City der Utah Sports Authority und den Organisatoren der Spiele einen Vorschlag zum Bau einer Eishalle. Am 10. September 1990 wurde der Bauplatz ausgewählt und am 17. Dezember 1992 erfolgte der Spatenstich. Die Kosten der Halle sollten 5,9 Millionen US-Dollar betragen. Diese wurden wie folgt finanziert: 3 Millionen US-Dollar vom Bundesstaat Utah, 2 Millionen US-Dollar vom Weber County und der restliche Betrag aus privaten Spenden. Mit Fertigstellung der Halle fand am 2. und 3. April 1994 eine zweitägige Eröffnung statt, an der unter anderem die Eiskunstläufer Scott Hamilton, Todd Sands und Jennifer Moreno teilnahmen. Die Baukosten der Halle waren bis zur Fertigstellung auf 6,2 Millionen US-Dollar gestiegen. In der 4900 Quadratmeter großen Halle finden 2000 Zuschauer Platz. Während den Olympischen Winterspielen 2002 in Salt Lake City sollte das Stadion als Trainingshalle für Eishockey und Eiskunstlauf genutzt werden. Jedoch wurde dieser Plan nicht umgesetzt und das Stadion diente während den Spielen als Austragungsort der Curlingspiele. Aus diesem Grund wurden ab dem 2. Mai 1999 in der Halle Renovierungsarbeiten am Boden vorgenommen, welche im Juli 1999 fertiggestellt wurden.
Inzwischen ist es die Heimspielstätte der Ogden Mustangs und der Eishockeymannschaften der Weber State University.